# 萃文書院
萃文書院是清嘉慶年間於臺灣府臺灣縣羅漢內門里觀音亭莊一帶（今高雄市內門區觀亭里）所設立的書院，日治時期曾作為內門公學校（今內門國小）、內門國民學校觀音亭分校場（今觀亭國小）的校舍使用，後者之校地亦原為書院之學田。二次大戰後因政府政策而失去學田、欠缺維持經費，故併入內門紫竹寺，由該寺接管並重建，亦曾做為圖書館之用，其後紫竹寺也以書院之名成立「財團法人高雄市私立萃文書院社會福利慈善事業基金會」，從事老人養護及日間照顧、居家服務、兒少服務等社會福利事業。
2018年時該書院一樓是長青俱樂部，為老人活動的場所；二樓供奉孔子及四配十二哲等先賢神位、文昌帝君神像、魁斗星君神像。

## 沿革
萃文書院的倡建始於嘉慶十七年（1812年），貢生游化等人覺得羅漢內門距離府城讀書過遠，遂打算於當地興建書院。道光二十四年（1844年）在貢生黃玉華、監生蕭作文主事下，遷建書院至紫竹寺西邊，工程於隔年（1845年）完工，書院主祀文昌帝君，學生來自今內門區、旗山區、美濃區與臺南市新化區等地，書院經費則由學田田租收入、地方仕紳樂捐支應。
進入日治時期後，書院曾於明治二十九年（1896年）重修，明治三十五至四十三年（1902-1910年）充為新成立的內門公學校（今內門國小）校舍，書院亦為就讀中等學校以上之學生提供獎學金。內門公學校搬遷往內埔後，書院於昭和十一年（1936年）再次重修，四年後（1940年）書院旁又設內門國民學校觀音亭分校場（今觀亭國小），該校創立之初亦曾使用萃文書院上課，而校地則原為書院的學田。
二次大戰之後，因三七五減租與公地放領政策，導致該書院的學田被放領，無法獲取維持經費。民國57年（1968年）大殿因風災而毀損，四年後（1972年）會員集資重建大殿，但施工中又遭到雷擊破壞。由於缺乏經費，民國64年（1975年）書院經會員大會通過併入內門紫竹寺，由紫竹寺接續重建及日後管理、祭祀，建築於民國67年（1978年）完工，耗資約五百多萬。
民國75年（1986年）1月時，因當時內門鄉未有圖書館，紫竹寺遂於書院內設圖書館，直到民國78年（1989年）8月該寺捐獻東側廟地供鄉公所興建新圖書館為止，原有藏書並轉移至新圖書館。民國83年（1994年）5月30日，紫竹寺以書院之名成立「財團法人高雄市私立萃文書院社會福利慈善事業基金會」，從事老人養護及日間照顧、居家服務、兒少服務等社會福利事業。

## 祭祀
書院於創始之初主祀文昌帝君，戰後向政府辦理寺廟登記時則改以孔子為主神，從祀文昌帝君；民國72年（1983年）登記宗教別為儒教。
主神桌
- 至聖先師孔子神位－每年國曆九月二十八日祭祀[1]
- 四配神位（亞聖孟子、宗聖曾子、述聖子思子、復聖顏子）
- 十二哲神位（先賢閔子損、先賢冉子雍、先賢端木子賜、先賢仲子由、先賢卜子商、先賢有子若、先賢冉子耕、先賢宰子予、先賢冉子求、先賢言子偃、先賢顓孫子師、先賢朱子熹）

從祀神桌
- 文昌帝君神像（挾祀天聾地啞）－每年農曆二月二十三日祭祀[1]
- 魁斗星君神像